# Myslovitz

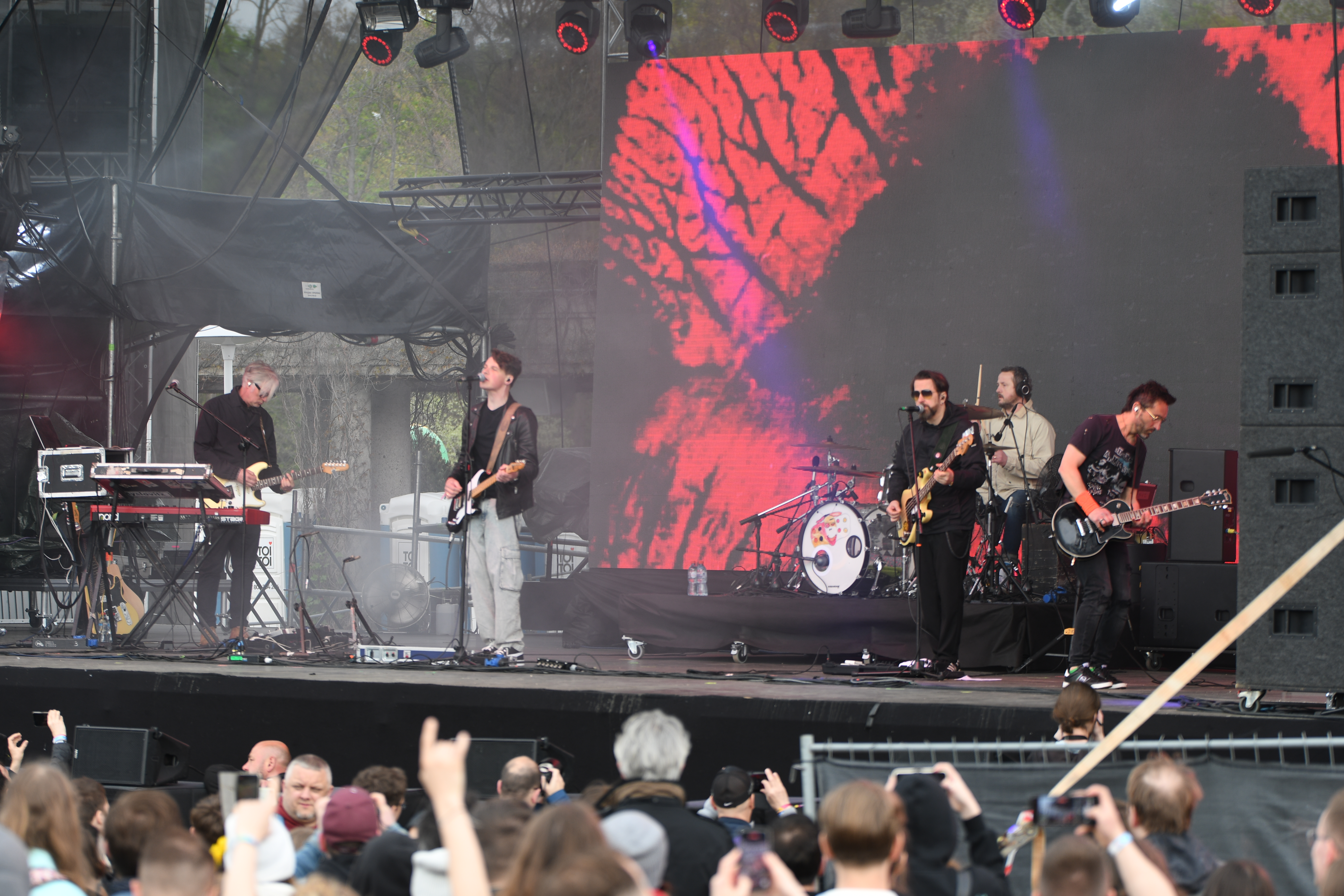
Myslovitz in 2023

Myslovitz is een Poolse indieband beïnvloed door genres zoals Amerikaanse college rock en Britse shoegaze. De naam van de groep is gebaseerd op Mysłowice (Duits: Myslowitz), een stad in Opper-Silezië. Myslovitz ontstond in 1992 en is nog steeds actief, maar de samenstelling is veranderd door de jaren heen. De groep is een van de bekendste in Polen en hun muziek wordt beschouwd als een soort nalatenschap voor toekomstige generaties. Hun oeuvre is ook bekend in het buitenland.

## Biografie
In het begin noemde medeoprichter Artur Rojek de groep The Freshmen. Deze naam kwam van de film The Freshman uit 1990. De fascinatie voor cinematografie had een grote invloed op het oeuvre van de groep. In 1994 veranderden ze hun naam in Myslovitz. Hun eerste album Myslovitz werd 'het debuut van het jaar' genoemd door sommige muziekjournalisten, omdat het alleen geestdriftige recensies had gekregen. In 1998 speelde de groep voor het eerst in het buitenland: in Zweden, Duitsland en Verenigde Staten. In hetzelfde jaar nam Myslovitz ook de merkwaardige soundtrack op voor de film 'Młode Wilki ½'. 
Hun interesse in films kwam opnieuw naar boven in 2002 toen heeft de groep hun vijfde album uitbracht. De titel Korova Milky Bar komt van A Clockwork Orange van Stanley Kubrick. Myslovitz speelde dat jaar op enkele Europese muziekfestivals en gingen met Iggy Pop en Simple Minds op een Europese tour. Ze ontvingen ook enkele prijzen op de MTV Europe Music Awards. De Engelse editie van Korova Milky Bar werd uitgebracht in 27 verschillende landen, onder andere in Nederland, België, Frankrijk, Spanje, Rusland en Zuid-Afrika. De groep kreeg veel positieve recensies.
In december 2004 bracht Myslovitz het album Skalary, mieczyki, neonki uit met onbekende opnamen (grotendeels instrumentaal) van de sessies van Korova Milky Bar. Sommige critici maakten de vergelijking met Radiohead en Oasis.
Op 20 april 2012 besloot de groep om de samenwerking te beëindigen. Zanger Artur Rojek begon met een solocarrière. In mei 2013 brachten ze hun negende album 1.577 uit, dit keer met Michał Kowalonek, de nieuwe leadzanger. 
Myslovitz had door hun populariteit invloed op het beeld van de stad Mysłowice, een kleine, provinciale en industriële stad met weinig ruimte voor showbusiness. De groep beschreef de stad als extreem depressief en triest. Myslovitz beïnvloedde de ontwikkeling van de lokale muziekscene, een beetje geïsoleerd en ver van Warschau, het centrum van muziekindustrie. Steeds meer nieuwe groepen in Polen ontstonden en hadden Myslovitz als voorbeeld.

## Leden

### Huidige leden
- Michał Kowalonek – leadzanger/gitarist
- Wojciech Powaga – gitarist
- Przemysław Myszor – gitarist, piano
- Jacek Kuderski – bassist, backing vocals
- Wojciech Kuderski – drummer, zanger

### Ex-leden
- Marcin Porczek – bassist
- Rafał Cieślik – drummer
- Artur Rojek – leadzanger/gitarist

## Discografie
- Myslovitz (1995)
- Sun Machine (1996)
- Z rozmyślań przy śniadaniu (1997)
- Miłość w czasach popkultury (1999)
- Korova Milky Bar (2002)
- The Best Of (2003)
- Korova Milky Bar (English version) (2003)
- Skalary, mieczyki, neonki (2004)
- Happiness Is Easy (2006)
- Nieważne jak wysoko jesteśmy… (2011)
- 1.577 (2013)
- Wszystkie narkotyki świata (2023)